# دیلون (خواننده)
دومینیک دیلون دی باینگتون (به انگلیسی: Dominique Dillon de Byington) (زادهٔ ۱۹۸۸) که با عنوان هنری دیلون شناخته می‌شود، خواننده و پیانیست برزیلی‌تبار مقیم آلمان است.
نخستین آلبوم وی با عنوان «این سکوت می‌کشد»، در سال ۲۰۱۱ منتشر شد و نقدهای مثبتی دریافت کرد.

## ترانه‌شناسی

### آلبوم‌ها
- این سکوت می‌کشد (۲۰۱۱)
- ناشناخته (۲۰۱۴)

### تک‌آهنگ‌ها و آلبوم‌های چندآهنگه
- «لودویگ» (۲۰۰۸)
- «تیپ‌تاپ کردن / ری‌میکس وضوح ناگهانی» (۲۰۱۲)
- «تن تو چسبیده به تن من» (۲۰۱۳)
- «مسئلهٔ زمان» (۲۰۱۴)

### دیگر کارها
- «سی دریای نادیده» (۲۰۰۸)